# 1966

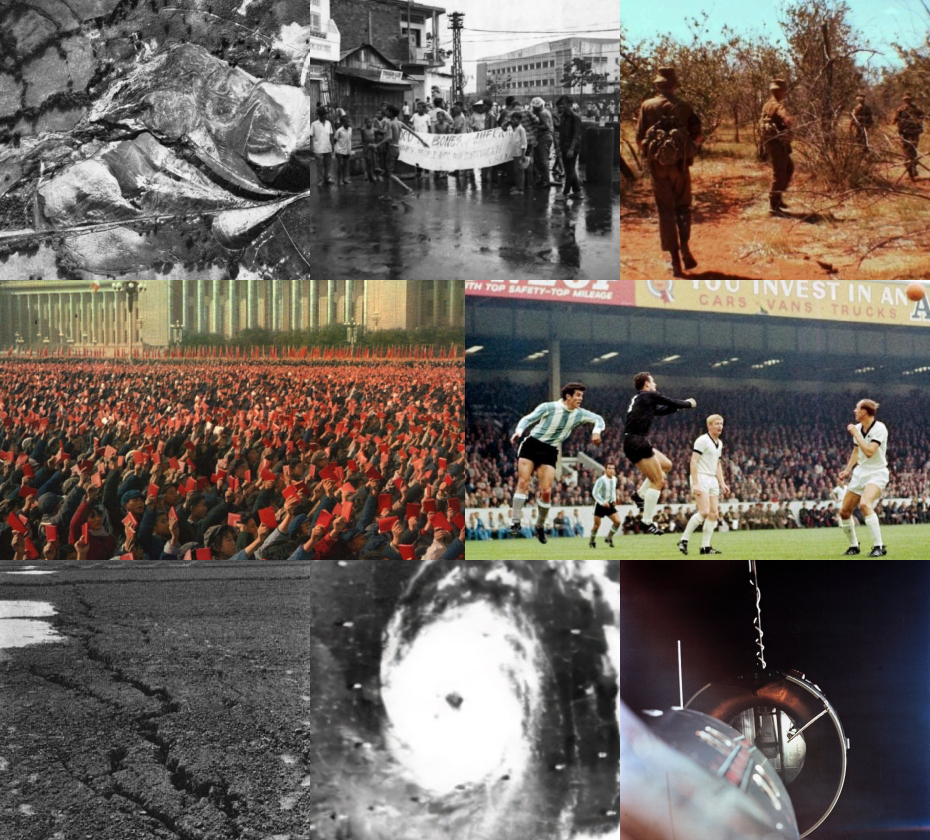

1966 (MCMLXVI) là một năm thường bắt đầu vào Thứ bảy của lịch Gregory, năm thứ 1966 của Công nguyên hay của Anno Domini, the năm thứ 966  của thiên niên kỷ 2, năm thứ 66  của thế kỷ 20, và năm thứ  7   của thập niên 1960. 

## Sự kiện

### Tháng 1
- 22 tháng 1: Đài truyền hình Thành phố Hồ Chí Minh thử nghiệm được thành lập

### Tháng 2
- 1 tháng 2: Thành lập khu tự trị người Bạch tại thành phố Vọng Mạc Quý Châu.
- 3 tháng 2: Thành lập khu tự trị người Miêu tại Trình Phong Quý Châu.
- 7 tháng 2: 
  - Đài truyền hình Việt Nam chính thức được thành lập
  - Thành lập khu tự trị người Miêu tại thành phố An Long Quý Châu.

### Tháng 5
- 16 tháng 5: Khởi đầu đại cách mạng văn hóa tại Trung Quốc.
- 26 tháng 5: Guyana chính thức độc lập.

### Tháng 8
- 11 tháng 8: Indonesia và Malaysia tuyên bố chính thức kết thúc chiến tranh biên giới.

### Tháng 9
- 14 tháng 9: Chiến tranh Việt Nam, mở đầu chiến dịch Attleboro.
- 30 tháng 9: Botswana chính thức độc lập.

### Tháng 11
- 24 tháng 11: Chiến tranh Việt Nam, kết thúc chiến dịch Attleboro.

## Sinh

### Tháng 1
- 8 tháng 1: Lý Lệ Trân, diễn viên điện ảnh và truyền hình Hồng Kông
- 22 tháng 1: Hữu Châu, diễn viên hài - kịch của Việt Nam

### Tháng 2
- 6 tháng 2: Rick Astley, ca sĩ, nhạc sĩ và nhân vật trên truyền thanh người Anh
- 24 tháng 2: Ben Miller, diễn viên hài, diễn viên kiêm đạo diễn người Anh

### Tháng 3
- 2 tháng 3: Đặng Tụy Văn, nữ diễn viên truyền hình nổi tiếng Hồng Kông
- 18 tháng 3: Thái Hạnh Quyên, nữ ca sĩ và người dẫn chương trình nhạc pop Đài Loan
- 19 tháng 3: Tần Cương, chính trị gia người Trung Quốc.

### Tháng 4
- 8 tháng 4: Robin Wright, diễn viên Mỹ
- 15 tháng 4: Samantha Fox, nữ ca sĩ Anh
- 17 tháng 4: Mai Tiểu Huệ, nữ diễn viên và người dẫn chương trình truyền hình Hồng Kông
- 26 tháng 4: Lâm Ức Liên, ca sĩ Hồng Kông

### Tháng 5
- 10 tháng 5: 
  - Lâm Dĩ Chân, nữ diễn viên Đài Loan
  - Trương Ngọc Yến, nữ diễn viên Đài Loan
- 16 tháng 5: Janet Jackson, nữ ca sĩ Mỹ
- 26 tháng 5: Hồng Vân, diễn viên, đạo diễn sân khấu, diễn viên hài nổi tiếng người Việt Nam

### Tháng 6
- 7 tháng 6: Trương Vũ Sinh, ca sĩ và nhà sản xuất người Đài Loan (m. 1997)
- 15 tháng 6: Hoàng Sơn, diễn viên người Việt Nam
- 23 tháng 6: Nhậm Hiền Tề, nam diễn viên, ca sĩ Đài Loan
- 30 tháng 6: Mike Tyson, cựu vận động viên quyền Anh người Mỹ

### Tháng 7
- 6 tháng 7: Lâm Chí Huyền, nam ca sĩ Đài Loan
- 10 tháng 7: Diệp Tử My, nữ diễn viên và người mẫu ảnh Hồng Kông
- 14 tháng 7: Matthew Fox, diễn viên và cựu người mẫu người Mỹ
- 30 tháng 7: Ôn Bích Hà, nữ diễn viên và ca sĩ Hồng Kông

### Tháng 8
- 5 tháng 8: James Gunn, nam diễn viên người Mỹ
- 7 tháng 8: Jimmy Wales, nhà sáng lập và Chủ tịch Quỹ Hỗ trợ Wikimedia
- 15 tháng 8: Quan Thục Di, nữ ca sĩ nổi tiếng Hồng Kông
- 22 tháng 8: Alexandre Torres, cầu thủ bóng đá người Brazil
- 31 tháng 8: Trương Thanh Phương, nữ ca sĩ Đài Loan

### Tháng 9
- 9 tháng 9: Adam Sandler, diễn viên Mỹ

### Tháng 10
- 11 tháng 10: Luke Perry, diễn viên Mỹ (m. 2019)
- 17 tháng 10: Kim Tử Long, nghệ sĩ cải lương người Việt Nam
- 24 tháng 10: Roman Abramovich, một tỷ phú dầu mỏ người Nga gốc Do Thái và là Thống đốc khu tự trị Chukotka, chủ sở hữu Câu lạc bộ bóng đá Chelsea của Anh
- 26 tháng 10: Khương Hạo Văn, diễn viên và nhà sản xuất phim Hồng Kông
- 30 tháng 10: Zoran Milanović, chính trị gia Croatia, lãnh đạo Đảng Dân chủ Xã hội Croatia

### Tháng 11
- 6 tháng 11: Thái Chánh Tiêu, ca sĩ, nhạc sĩ Hồng Kông
- 26 tháng 11: Huống Minh Khiết, nữ nghệ sĩ Đài Loan

### Tháng 12
- 5 tháng 12: 
  - Lee Seung-chul, ca sĩ Hàn Quốc
  - Patricia Kaas, ca sĩ, diễn viên người Pháp
- 6 tháng 12: Châu Hải My, nữ diễn viên truyền hình & điện ảnh, người mẫu kiêm ca sĩ nổi tiếng người Hồng Kông gốc Trung Quốc
- 11 tháng 12: 
  - Lê Minh, ca sĩ, diễn viên, đạo diễn, doanh nhân nổi tiếng Hồng Kông
  - Lưu Ngọc Thúy, nữ diễn viên nổi tiếng Hồng Kông
- 21 tháng 12: Kiefer Sutherland, diễn viên, đạo diễn người Canada.

## Mất
- 20 tháng 6: Georges Lemaître, linh mục Công giáo, nhà thiên văn học và giáo sư vật lý học người Bỉ tại Viện Đại học Công giáo Louvain (s. 1894)
- 15 tháng 12: Walt Disney (s. 1901)
- 26 tháng 12: Guillermo Stábile, cầu thủ bóng đá người Argentina (s. 1905)

## Giải Nobel
- Vật lý - Alfred Kastler.
- Hóa học - Robert S. Mulliken.
- Y học - Peyton Rous, Charles Brenton Huggins.
- Văn học - Shmuel Yosef Agnon, Nelly Sachs.
- Hòa bình - không có giải.